# Politička ekonomija
Politička ekonomija je područje filozofije čiji je cilj objasniti ulogu čovjeka u prirodi, u društvu, kao i u novoj prirodi koju stvara svojim djelovanjem na planeti. Brojni su filozofi kroz istoriju pokušavali da shvate i objasne čovjeka i njegov odnos spram svoga djelovanja u prirodi i društvu, te posljedice koje ima taj rad na evoluciju čovjeka, prirode i društva, odnosno, na razvoj kulture i civilizacije na Zemlji. U haosu uzročno posljedičnih veza koje je stvorila pojava čovjeka na planeti formirao se vrlo složen sistem - ljudsko društvo po principu samoorganiziranja bez čovjekove spoznaje pitanja zašto i kako.
U periodu kasnog 19. veka termin ekonomija polako zamenjuje termin politička ekonomija uz rast matematičkog modelovanja koji se poklopio sa izdavanjem uticajnog priručnika Alfreda Maršala 1890. godine. Ranije je Vilijam Stiven Dževons, koji je zagovarač matematičkog modelovanja i njihove primene na temu, zastupao je ideju o kratkotrajnosti ekonomije i s nadom da će termin postati "prepoznatljivo ime nauke". U današnje vreme, termin "ekonomija" uglavnom se odnosi na usku studiju o ekonomiju kojoj nedostaju druga politička i socijalna razmatranja, dok se "politička ekonomija" odnosi na kompletan pristup.
Spoznaja čovjekovog razuma da može formulisati zakone, kako prirodne, tako i one koji se odnose na dejstvo čoveka, stavila je pred čovjeka zadatak da spozna zašto i kako. Ozbiljno traganje za tim ciljem vršili su mnogi filozofi od kojih su najznačajniji: Dejvid Hjum, Tomas Hobs, Imanuel Kant, Karl Marks, Fridrih Hajek, Norbert Viner, Karl Poper. Vrijeme u kojem živimo pokazuje da i pored proizvedene gomile debelih knjiga kojima si čovjek pokušava objasniti svoju ulogu u prirodi te kako da razumno iskoristi svoj najvažniji resurs - ljudsko biće, taj proces još nije dao rezultata; čovječanstvo svakodnevno svjedoči o nesreći, nepravdi, nasilju, genocidu i kulturocidu širom planeta.

## Poreklo termina
Kao studija uslova pod kojim su proizvodnja i potrošnja u ograničenim granicama organizovani u nacionalnim državama, politička ekonomija širi sferu ekonomije. Politička ekonomija nastoji da izrazi zakone proizvodnje i bogatstva na državni nivo, baš kao što ekonomije izražava taj nivo u sferi doma.

## Kritika političke ekonomije
Teorije političke ekonomije sa stanovišta sociologije razlikuju se u odnosu na one sa psihološkog. Teorije političke ekonomije u pogledu starenja gledaju na starenje kao na rezultat borbe za moć. Problem sa ovim teorijama je u tome što stariji ljudi imaju korist od različitih socijalnih programa, socijalnog osiguranja i slično.
Politička ekonomija izlazi iz okvira uobičajene gerontološke ideologije, jer odbija da sagleda individualnost i karakteriše se kao nepozitivistički pristup. Sa više političke tačke gledišta, Dejvid Ručio, Utopija i Kritika političke ekonomije pružaju tri osnovne kritike. Prvo, kritika sa stanovišta valute i ljudske prirode. Ideja je da sredstva razmene i ljudska priroda automatski idu zajedno. Druga kritika sastoji se u tezi da ponuda kreira potražnju. Rasprava se vodi oko toga da ova ideologija podrazumeva stabilnost valute. Treća kritika tiče se eksploatacije u sferi kapitalističke ekonomije. Ova se ideologija može primeniti na velike kompanije koje iskorišćavaju radničku klasu zarad sticanja profita, dok se radnička klasa lišava vremena i energije bez ozbiljnog stečenog kapitala.

## Povezane discipline
Politička ekonomija nije jedinstvena disciplina, te postoji niz naučnih disciplina koje se sa njom prepliću:
- Politika
- Filozofija
- Ekonomija
- Sociologija
- Antropologija
- Arheologija
- Psihologija
- Istorija
- Ekologija
- Komunukacije
- Kulturne studije

## Literatura
- Paul A. Baran (1957). The Political Economy of Growth.  Monthly Review Press, New York. Review extrract.
- Commons, John Rogers (1986) [1934]. Institutional Economics. Vol. I: Its Place in Political Economy. Macmillan. ISBN 9781412826327.
- Leroux, Robert (2011), Political Economy and Liberalism in France :  The Contributions of Frédéric Bastiat, London, Routledge.
- Maggi, Giovanni; Rodríguez-Clare, Andrés (2007). „A Political-Economy Theory of Trade Agreements” (PDF). The American Economic Review. 97 (4): 1374—1406. JSTOR 30034097. S2CID 11285198. doi:10.1257/aer.97.4.1374.
- O'Hara, Phillip Anthony, ed. (1999).  Encyclopedia of Political Economy, 2 v. Routledge.  2003 review links.
- Steven Pressman, Interactions in Political Economy: Malvern After Ten Years Routledge, 1996
- Gordon Rausser, Swinnen, Johan, and Zusman, Pinhas (2011). Political Power and Economic Policy. Cambridge: Cambridge U.P.
- Winch, Donald (1996). Riches and Poverty : An Intellectual History of Political Economy in Britain, 1750–1834 Cambridge: Cambridge U.P.
- Winch, Donald (1973). "The Emergence of Economics as a Science, 1750–1870." In: The Fontana Economic History of Europe, Vol. 3. London: Collins/Fontana.

## Spoljašnje veze
- The Economic Sociology and Political Economy global academic community
- NBER (U.S.)  "Political Economy" working-paper abstract  links.
- Centre for Economic Policy Research (Europe) "Politics and economics" article links.
- Friedrich List. National System of Political Economy Архивирано на веб-сајту  (31. август 2009)
- Carey, Henry C. Harmony of Interests
- International Political Economy at Jacobs University Bremen
- Global Political Economy at City University London
- Centre for Global Political Economy at the University of Sussex, UK
- O'Neil Center for Global Markets and Freedom at the SMU Cox School of Business Dallas, TX USA
- Institute for the study of Political Economy and Law (IPEL) at the International University College of Turin (IUC), Italy
- European Centre for International Political Economy